# バイバイン (文字)

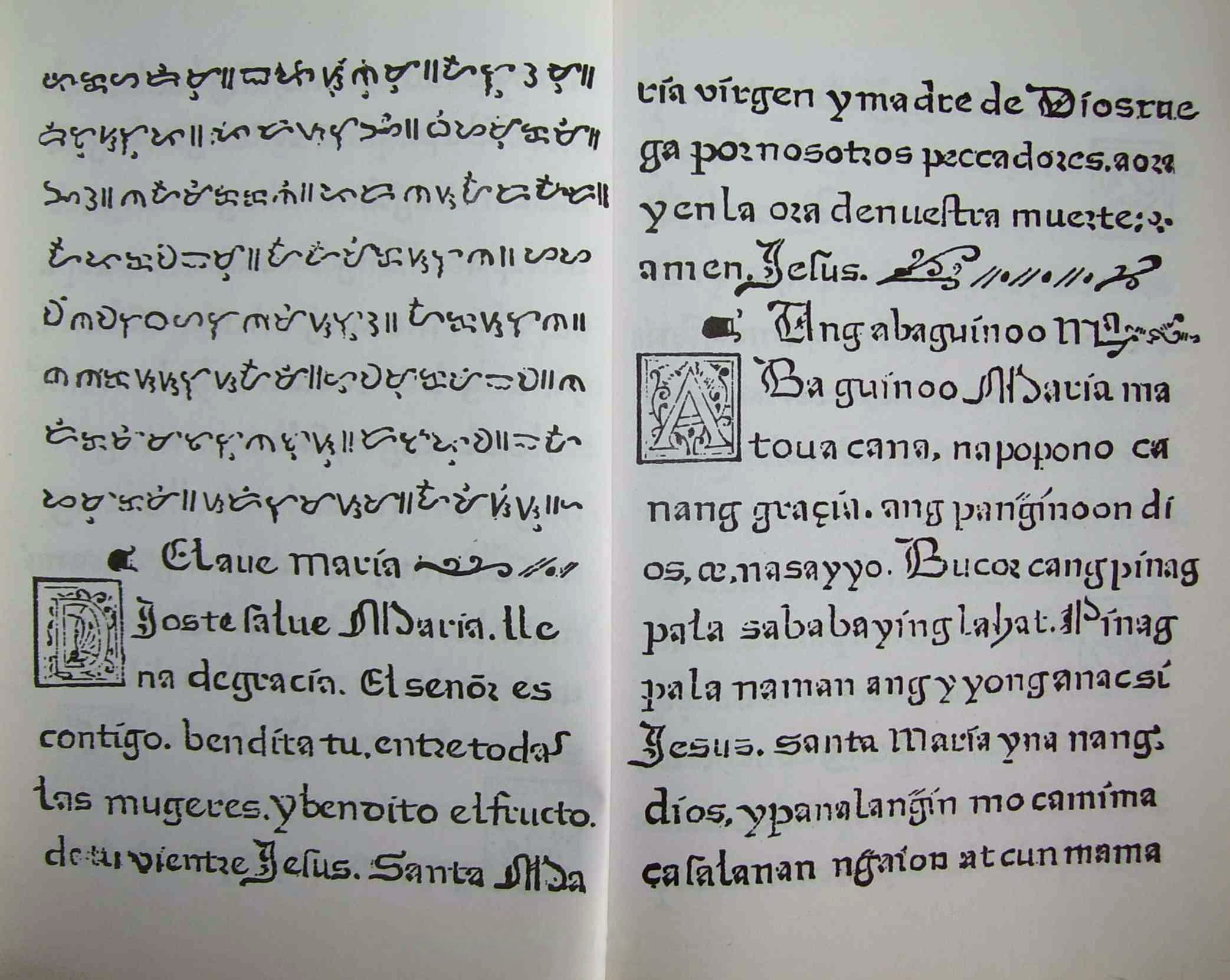
1593年に出版された『Doctrina Christiana』（フィリピン最古の出版物）に見えるバイバイン文字で書かれたタガログ語の主の祈り。

バイバイン（誤って「アリバタ」）はブラーフミー文字を先祖に持つ文字。過去のフィリピンでタガログ語など様々な言語を表記するために使われていた。

## 表記法
文字体系としてはアブギダに属し、文章は左から右、上から下の順番で書いていく。バイバインには母音を表す母音字、子音字の母音を変化させる母音記号、子音+母音 a の音を表す子音字がある。
bi, be など、特定の子音に a 以外の母音が伴う音を表記したい場合、ba () を表す子音字に i, e を表す母音記号を付加し、ba の a の母音を i, e に変化させることで bi, be () の音を表すことが出来る。
子音のみの音を表記したい場合もそれと同じで、ba を表す子音字に母音打消し記号を付加させる事で、b () の音を表すことが出来る。
bia 等、“子音+二重母音”を表す場合は、ba に i と a の両方の母音記号を付加させるのではなく、ba に i の母音記号を付加し、その後ろに a の母音字を加える。()

## Unicode収録
Unicode 3.2 にて以下の文字が収録された。
| U+   | 0 | 1 | 2 | 3 | 4 | 5 | 6 | 7 | 8 | 9 | A | B | C | D | E | F |
| ---- | - | - | - | - | - | - | - | - | - | - | - | - | - | - | - | - |
| 1700 | ᜀ | ᜁ | ᜂ | ᜃ | ᜄ | ᜅ | ᜆ | ᜇ | ᜈ | ᜉ | ᜊ | ᜋ | ᜌ |   | ᜎ | ᜏ |
| 1710 | ᜐ | ᜑ | ᜒ  | ᜓ  | ᜔  |   |   |   |   |   |   |   |   |   |   |   |

### バイバインフォントのダウンロード
- Paul Morrow's Baybayin Fonts - ウェイバックマシン（2015年8月29日アーカイブ分）（英語）
- Nordenx's Baybayin Modern Fonts（英語）
- Quivira（英語） - 多種の文字を収録したフリーフォント「Quivira」。Unicode 上でバイバインを表示可能。
- Google Noto Fonts（英語） - 「Noto Sans Tagalog」が対応。